# کویا اوکودا
کویا اوکودا (انگلیسی: Koya Okuda؛ زادهٔ ۱ اکتبر ۱۹۹۴) بازیکن فوتبال اهل ژاپن است.